# Cuadrangular de Santiago 1972
El Cuadrangular de Santiago 1972 fue un torneo amistoso de fútbol, disputado con la modalidad de cuadrangular, que se realizó en la homónima ciudad de Santiago de Chile el 24 y 25 de junio de 1972.
Los participantes fueron cuatro equipos chilenos: Magallanes, Universidad de Chile, Colo-Colo y Universidad Católica. El campeón fue Universidad Católica tras ganar en la final por 3:1 a Colo-Colo.

## Partidos

### Jornada inaugural
|  | Colo-Colo                 | 3:1 | Magallanes | Estadio Nacional, Santiago |  |
|  | Rubilar · García · Osorio |     | S/i 58'    |                            |  |

|  | Universidad Católica | 1 (5):1 (4) | Universidad de Chile | Estadio Nacional, Santiago |  |
|  | S/i                  |             | S/i                  |                            |  |

Tras una igualdad 1-1 en el tiempo reglamentario, Universidad Católica ganó 5-4 a Universidad de Chile en lanzamientos penales.
S/i: Sin información

### Jornada final
Definición tercer puesto:
|  | Universidad de Chile              | 3:2 | Magallanes     | Estadio Nacional, Santiago |  |
|  | Benavente · Cerendero · Sarnari · |     | Godoy · Barría |                            |  |

Final:
|  | Universidad Católica       | 3:1 | Colo-Colo | Estadio Nacional, Santiago |  |
|  | Herrera · Acuña · Guerrero |     | Osorio ·  |                            |  |

## Campeón
| Chile                |
| Universidad Católica |